# Ravnište (Brus)
Pour les articles homonymes, voir Ravnište.
Ravnište (en serbe cyrillique : Равниште) est un village de Serbie situé dans la municipalité de Brus, district de Rasina. Au recensement de 2011, il comptait 84 habitants.

## Démographie
| 1948 | 1953 | 1961 | 1971 | 1981 | 1991 | 2002 | 2011 |
| ---- | ---- | ---- | ---- | ---- | ---- | ---- | ---- |
| 178  | 209  | 280  | 266  | 171  | 146  | 95   | 84   |

|  |